# 349

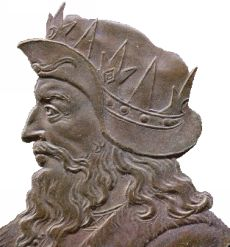
Chlodio (330 - 389) op een achttiende-eeuwse penning

Het jaar 349 is het 49e jaar in de 4e eeuw volgens de christelijke jaartelling.

## Gebeurtenissen

### Europa
- De Franken dringen het huidige gebied van de Kempen (Toxandrië) binnen. Chlodio, krijgsheer van de Salische Franken, vestigt zich in Thüringen (Duitsland).